# Moquinieae
Moquinieae, tribus glavočika jezičnjača iz porodice glavočike (Asteraceae). Sastoji se od dva monotipska roda na istoku Brazila.
Tribus je opisan 1994

## Rodovi
1. Moquinia DC.
2. Pseudostifftia H.Rob.